# Stade Yvan Georges
Stade Yvan Georges – stadion piłkarski w Virton, w Belgii. Obiekt może pomieścić 4572 widzów. Swoje spotkania rozgrywają na nim piłkarze klubu RE Virton. Stadion nosi imię Yvana Georgesa, dawnego prezesa klubu RE Virton.